# Guerre civile autrichienne
Guerre civile autrichienne
Les expressions guerre civile autrichienne (en allemand : Österreichischer Bürgerkrieg) ou insurrection de février (Februarkämpfe) désignent les journées de combat qui opposent du 12 au 16 février 1934 dans l'Autriche de la Première République  des insurgés socialistes au gouvernement conservateur d'Engelbert Dollfuss. 
Cette crise survient dans un pays divisé entre conservateurs et sociaux-démocrates, chacun dotés de forces paramilitaires, miné par la crise de 1929 et par la menace du régime nazi en Allemagne (à partir de février 1933). En mars 1933, le chancelier Dollfuss dissout le parlement et instaure une sorte de dictature, interdisant notamment le parti social-démocrate. En février 1934, une opération menée par les conservateurs à Linz enclenche un processus de guerre civile, rapidement conclue au profit des conservateurs, qui n'hésitent pas à bombarder un bastion socialiste de Vienne, le Karl-Marx-Hof.
Les combats, qui s'achèvent avec un lourd bilan de près de 7 000 morts et blessés et par la défaite des sociaux-démocrates, sont suivis par la fin du régime républicain et la mise en place d'un régime autoritaire, le Ständestaat, aussi désigné par le terme d'austrofascisme. Ce régime ne va durer que quatre ans, jusqu'à l'annexion de l'Autriche par l'Allemagne en mars 1938.

## Contexte

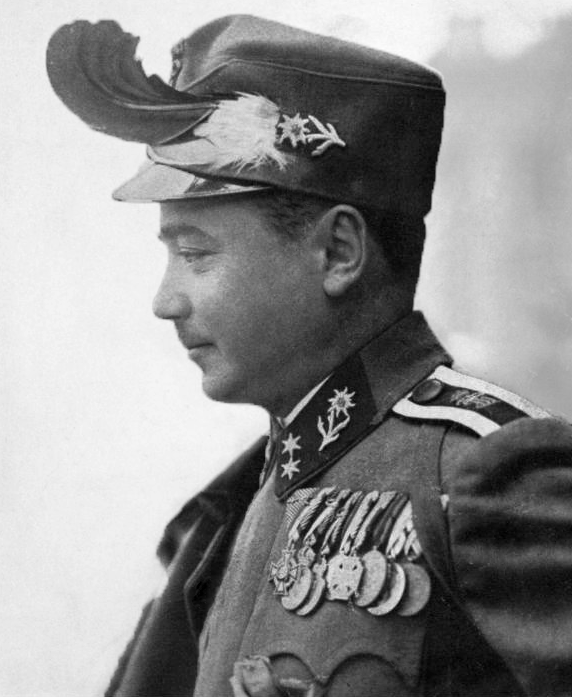
Le chancelier autrichien Engelbert Dollfuss en 1933.

### La Première République d'Autriche de 1919 à 1933
Après la désintégration de l'Empire austro-hongrois à la fin de la Première Guerre mondiale en 1918 (traité de Saint-Germain-en-Laye), l'Autriche devient une république indépendante qui opte pour un régime parlementaire. 
Deux tendances principales dominent la vie politique de la nouvelle nation : les socialistes (représentés politiquement par le Parti social-démocrate) et les conservateurs (représentés politiquement par le Parti chrétien-social (Christlichsoziale Partei ), qui devient plus tard le Front patriotique, (Vaterländische Front). 
Les socialistes ont leurs bastions dans les quartiers populaires des villes, notamment la capitale, Vienne, tandis que les conservateurs ont le soutien de la population rurale et de la plus grande partie des classes supérieures. Les conservateurs, étroitement alliés avec l'Église catholique, comptent dans leurs rangs des personnalités religieuses influentes.
Comme dans la plupart des démocraties établies après la Première Guerre mondiale en Europe, la vie politique en Autriche a une tonalité très idéologique. Les deux camps ne sont pas seulement composés de partis politiques, mais comprennent également des structures d'encadrement plus vastes, y compris des forces paramilitaires. Chez les conservateurs, c'est l’Heimwehr constituée en 1921-1923. Du côté social-démocrate, les paramilitaires se regroupent dans la Ligue de défense républicaine (Republikanischer Schutzbund). Les affrontements sont fréquents, notamment à l'occasion de rassemblements politiques. Dans les années 1920, la révolte de juillet 1927 est le point culminant de cette confrontation.
À la fin des années 1920 la Grande Dépression se traduit en Autriche par un chômage élevé. 
En 1933, une menace extérieure apparait en Allemagne avec l'arrivée d'Adolf Hitler au poste de chancelier, puis la transformation de la république allemande en une dictature impitoyable. Or, parmi les objectifs de Hitler, qui est d'origine autrichienne, figure l'annexion de l'Autriche par l'Allemagne. Il est soutenu un certain nombre d'Autrichiens pronazis.

### La crise politique de 1933
Confronté à ces menaces et à une agitation intérieure, venant tant du Parti social-démocrate que des pronazis, le chancelier Engelbert Dollfuss, du Parti chrétien-social, réagit en optant pour une solution autoritaire.
Le 4 mars 1933, il dissout le Parlement sous un prétexte sans consistance. Lors d'un vote serré au Conseil national, chacun des trois présidents du parlement démissionne de son poste afin de pouvoir prendre part au vote, ne laissant personne pour présider la séance. Dollfuss saisit cette occasion pour déclarer que le parlement a cessé de fonctionner et il bloque toutes les tentatives de le réunir de nouveau. 
À partir de cette date, le gouvernement gouverne par décrets, sur le fondement d'une loi d'urgence datant de 1917. Les libertés civiles sont suspendues et le Parti social-démocrate est interdit. Plusieurs de ses membres sont arrêtés.

## Déroulement du conflit de février 1934

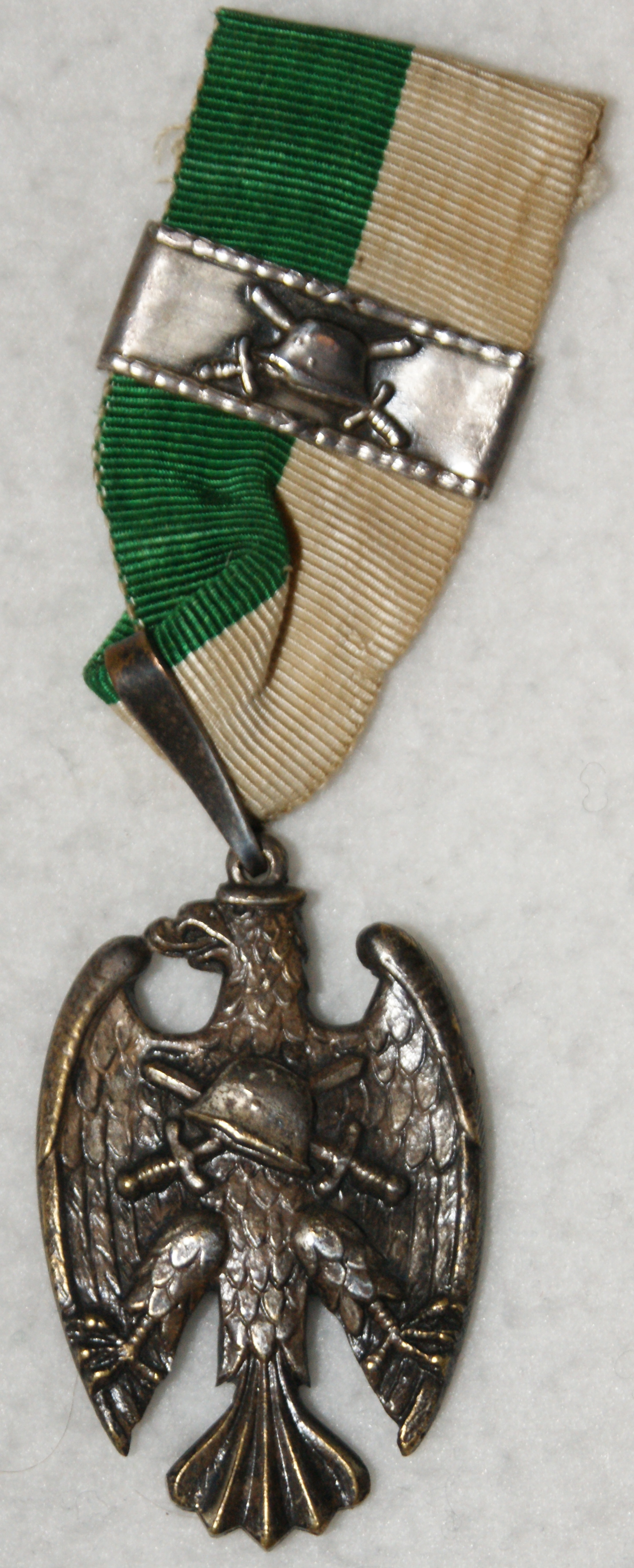
Insigne de l'Heimwehr datant de la guerre civile.

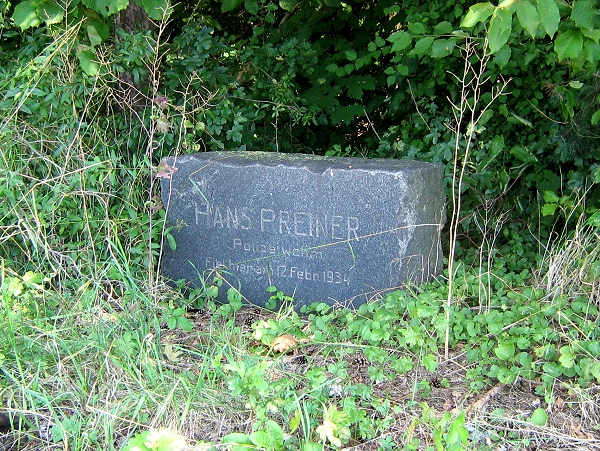
Mémorial de pierre en l'honneur de Hans Preiner, un policier autrichien tué le 12 février 1934 à Linz.

### L'affrontement de Linz (12 février)
Le 12 février 1934, la Heimwehr commandée par Emil Fey entreprend une marche sur l'hôtel Schiff de Linz, propriété du Parti social-démocrate, dirigé par Richard Bernaschek. Cette marche dégénère en affrontements. La police, la gendarmerie et l'armée fédérale (Bundesheer) viennent épauler la Heimwehr. Après de brefs combats, le bâtiment tombe aux mainx des conservateurs.

### Généralisation de l'affrontement à tout le pays
De nombreuses affrontements ont alors lieu dans toute l'Autriche entre socialistes et conservateurs. Les socialistes se barricadent dans les zones urbaines (Gemeindebauten), bastions du mouvement socialiste en Autriche, comme le Karl-Marx-Hof de Vienne. La police et les paramilitaires ont pris position à l'extérieur de ces ensembles fortifiés avant d'échanger des tirs avec ces derniers à l'arme légère. 
Des combats ont également lieu dans les villes industrielles telles que Steyr, Sankt Pölten, Weiz, Eggenberg bei Graz, Kapfenberg, Bruck an der Mur, Graz, Ebensee et Wörgl.
L'intervention de l'armée, jusqu'alors neutre, marque le tournant du conflit. 

### Le bombardement du Karl-Marx-Hof de Vienne et la fin des combats
Le chancelier Dollfuss ordonne le bombardement du Karl-Marx-Hof, mettant en danger la vie de milliers de civils et détruisant de nombreux appartements avant de forcer les combattants socialistes à la reddition. 
Les combats dans la capitale prennent fin le 13 février, mais se prolongent dans les villes de Styrie, en particulier à Bruck an der Mur et à Judenburg, jusqu'au 14 ou 15 février 1934. 
Après cette date, il ne reste alors que quelques groupes socialistes qui combattent encore contre l'armée, ou qui sont en pleine déroute. 
La guerre civile autrichienne prend fin le 16 février.

## Bilan et conséquences

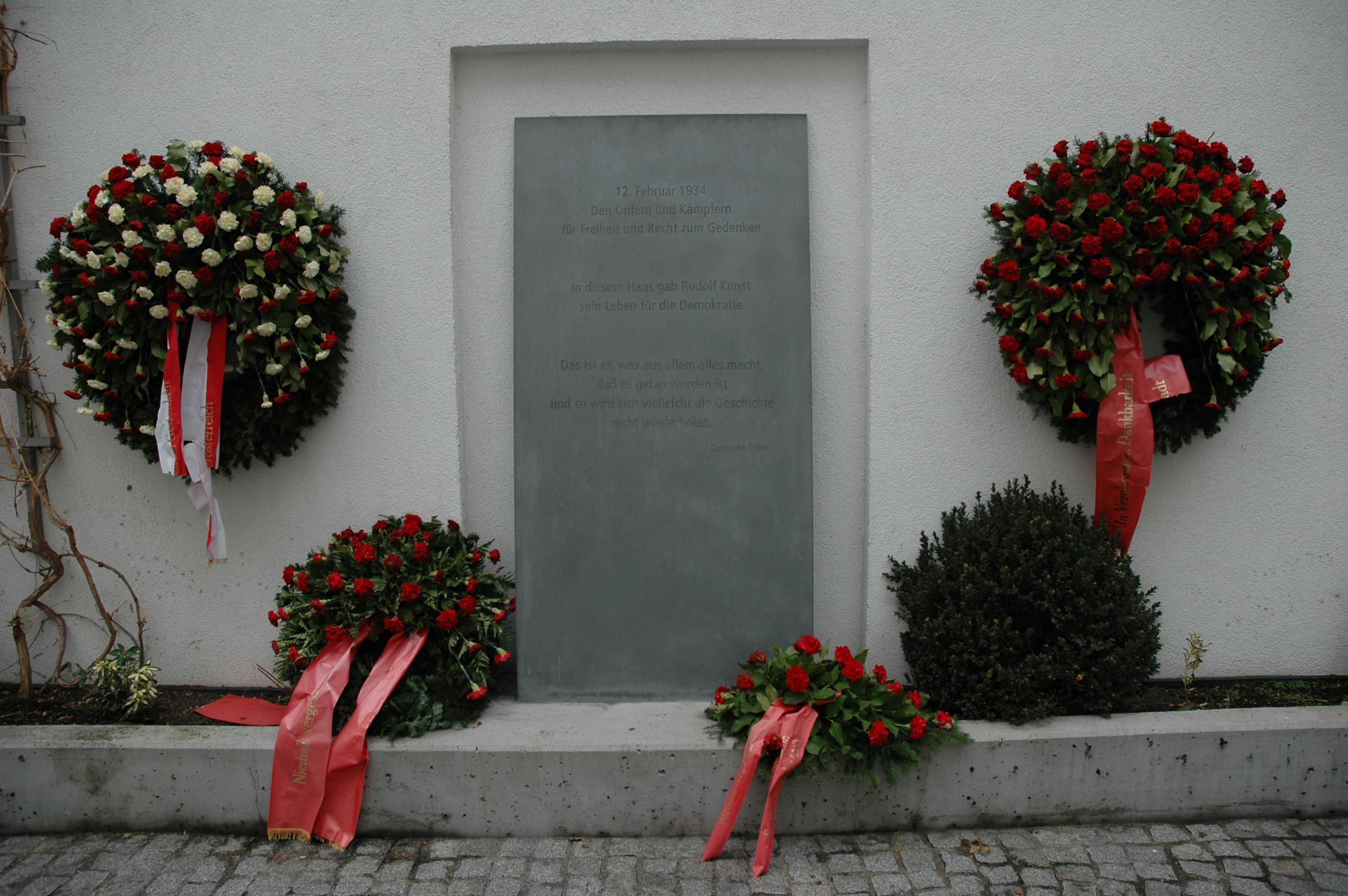
Mémorial dédié aux victimes et aux combattants de la guerre civile dans la cour de l’hôtel Schiff à Linz.

### Bilan des victimes et des arrestations
Plusieurs centaines de personnes (y compris les paramilitaires, membres des forces de sécurité et des civils) sont tuées durant le conflit, auxquelles s'ajoutent plus de 300 blessés. 
Les autorités arrêtent neuf dirigeants du Parti social-démocrate, qui sont exécutés en vertu des dispositions de la loi martiale. On dénombre au total plus de 1 500 arrestations. Les dirigeants socialistes, comme Otto Bauer, sont contraints à l'exil.

### Mise en place du régime austrofasciste
Une fois éliminée la principale force d'opposition, le pays connaît l'instauration de l'austrofascisme. Le Front patriotique, issu de la fusion de la Heimwehr et du Parti chrétien-social, devient le seul parti politique autorisé du nouveau régime, appelé Ständestaat.

### Échec d'un coup d'État nazi (juillet 1934)
En juillet 1934, les nazis autrichiens tentent un coup d’État qui échoue et fait environ 270 morts. Treize personnes sont exécutées et quatre se suicident avant leur exécution. Le chancelier Dollfuss est assassiné, Kurt von Schuschnigg lui succède et reste à la chancellerie jusqu’en mars 1938 (date de l’Anschluss). 
Pendant cette tentative de coup d’État, l’Allemagne reste neutre car elle ne se sent pas encore assez forte militairement pour intervenir. Mussolini, alors hostile et méfiant vis-à-vis du Troisième Reich, envoie des soldats à la frontière autrichienne pour protéger l’indépendance de l’Autriche si elle venait à être menacée, cette dernière étant liée à l'Italie par une alliance[réf. nécessaire].

## La crise de 1934 et l'Autriche d'après la Seconde Guerre mondiale
La guerre civile autrichienne s'est révélée un moment décisif dans l'histoire de la République. 
Après la Seconde Guerre mondiale, lorsque l'Autriche réapparait en tant que nation souveraine après la période d'annexion par l'Allemagne (1938-1945), la vie politique est de nouveau structurée par l'opposition entre les sociaux-démocrates et les conservateurs, désormais regroupés au sein du Parti populaire autrichien (ÖVP). Mais, afin d'éviter le retour des divisions de la Première République, les dirigeants de la Deuxième République sont déterminés à mettre l'idée de consensus au cœur du nouveau système politique, idée qui va se concrétiser par le système de la « Grande Coalition » et des gouvernements regroupant des membres des deux partis.